# Réservoir Dozois
Réservoir Dozois är en sjö i Kanada.   Den ligger i provinsen Québec, i den sydöstra delen av landet, 250 km norr om huvudstaden Ottawa. Réservoir Dozois ligger 346 meter över havet. Arean är 404 kvadratkilometer.
I omgivningarna runt Réservoir Dozois växer i huvudsak blandskog. Trakten runt Réservoir Dozois är nära nog obefolkad, med mindre än två invånare per kvadratkilometer.